# Presumed Insolent
Presumed Insolent är det sjätte studioalbumet av det amerikanska punkrockbandet Adolescents, släppt den 26 juli 2013. Det blev gruppens sista album med trummisen Armando Del Rio,
samt gitarristen Mike McKnight.

## Låtlista
Alla låtar skrevs av Tony Reflex och Steve Soto, där inget annat anges.
1. "The Athena Decree" - 2:14
2. "Conquest of the Planet of the See Monkeys" - 2:46
3. "Forever Summer" - 2:04
4. "Riptide" - 2:42
5. "In This Town Everything Is Wonderful" (Reflex, Soto, Mia Brandenburg) - 2:15
6. "Big Rock Shock" (Reflex, Dan Root) - 1:21
7. "Dissatisfaction Guaranteed" - 2:56
8. "Presumed Insolent" (Reflex, Soto, Brandenburg) - 2:23
9. "Broken Window" (Reflex, Soto, Brandenburg) - 3:20
10. "300 Cranes" - 2:47
11. "Snaggletooth and Nail" - 2:00
12. "Daisy's Revenge" - 2:45
13. "Tic Tac at the Alligator Tree" - 3:22

## Musiker
- Tony Reflex - sång
- Steve Soto - bas
- Mike McKnight - gitarr
- Dan Root - gitarr
- Armando Del Rio - trummor